# FC Gleisdorf 09
FC Gleisdorf 09 is een Oostenrijkse voetbalclub uit Gleisdorf, een stad in het zuidoosten van de deelstaat Stiermarken. Het Solarstadion is de thuisbasis van de voetbalvereniging die in 2009 werd opgericht. De clubkleuren zijn groen-wit. 

## Geschiedenis
Op 15 juni 2009 werd de fusie tussen SC Gleisdorf 1919 en ATUS Gleisdorf 1952 een feit. Men begon in de Landesliga, het vierde niveau. In 2016 promoveerde de club naar het hoogste amateurniveau, de Regionalliga. Sindsdien speelt het in deze klasse. 